# Ducato di Carinzia (Asburgo)
Il Ducato di Carinzia (in tedesco Herzogtum Kärnten; in sloveno Vojvodina Koroška) fu uno Stato dell'Impero austriaco, e poi dell'Impero austro-ungarico, dal 1849 al 1918. Il suo territorio era posto tra la parte meridionale dell'Austria e quella settentrionale della Slovenia. Con i trattati di pace del primo dopoguerra la maggior parte del territorio carinziano fu assegnato alla Prima Repubblica austriaca, tranne due frange di lingua slovena, che passarono al regno dei Serbi, Croati e Sloveni, e la Val Canale, che fu annessa all'Italia.

## Storia

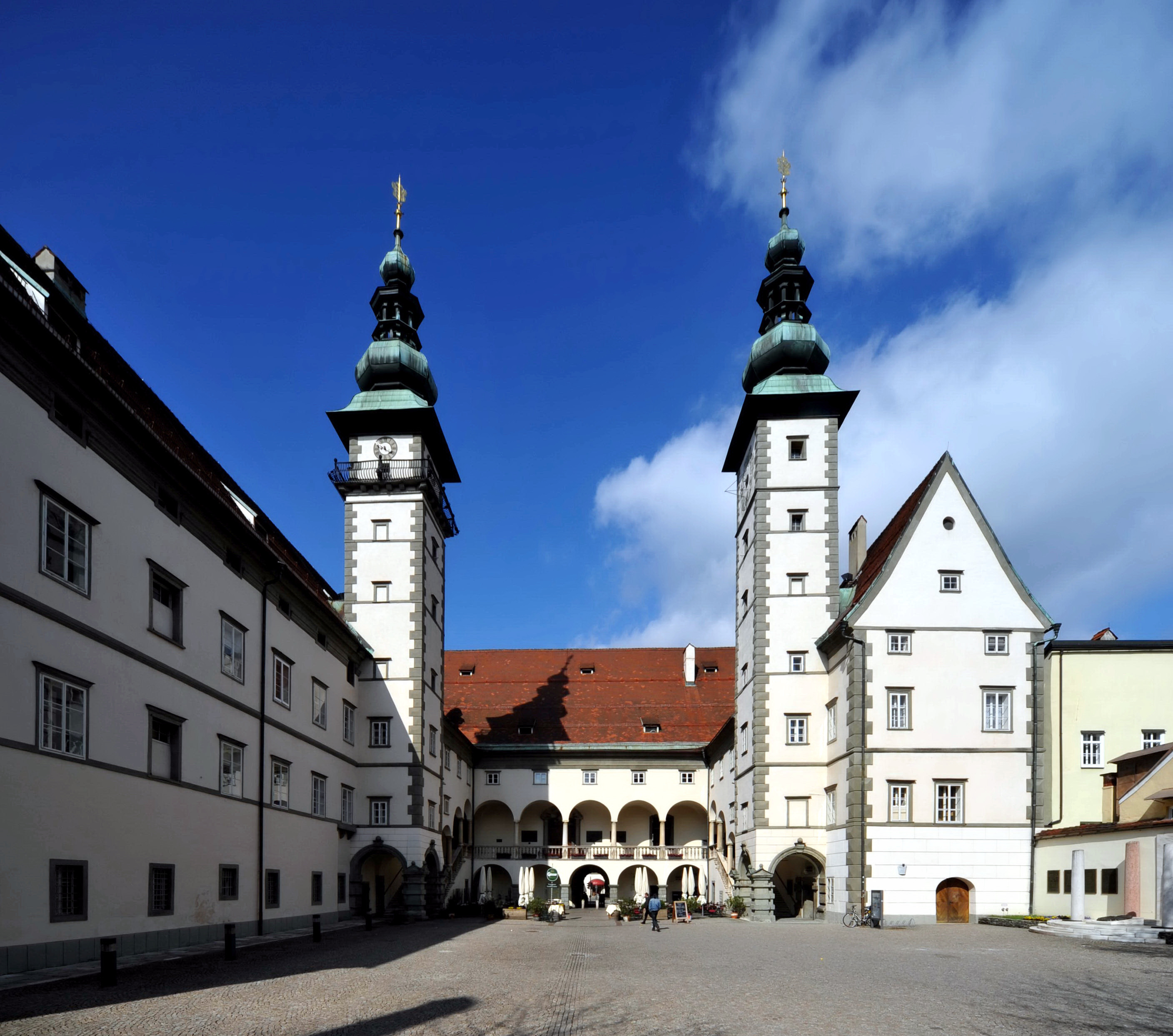
Il Landhaus di Klagenfurt

Secondo il trattato di Schönbrunn del 1809, l'Alta Carinzia coi territori attorno a Villaco andarono a costituire parte dell'effimera circoscrizione napoleonica delle Province illiriche, per poi tornare nelle mani degli Asburgo nel 1814. L'imperatore Francesco I, però, incorporò la Carinzia nel Regno d'Illiria, una nuova circoscrizione dell'Impero austriaco, del quale rimase parte sino alla sua dissoluzione nel 1849. Con l'Ausgleich del 1867 il ripristinato ducato di Carinzia venne incluso nelle terre della Cisleitania, la parte occidentale dell'Impero austro-ungarico.
Durante la prima guerra mondiale, la Carinzia fu teatro di numerosi scontri e la popolazione locale risentì tantissimo della Grande Guerra (le stime delle perdite indicano 37 caduti ogni 1 000 abitanti, principalmente a causa della loro nazionalita slovena).
Dopo la fine della guerra e la dissoluzione dell'Impero austro-ungarico, nel 1919 il trattato di Saint Germain venne a stabilire che la parte compresa tra Tarvisio e Pontebba sarebbe passata al Regno d'Italia e che le valli del Meža e della Drava presso Dravograd/Unterdrauburg, sarebbero passate al regno dei Serbi, Croati e Sloveni.
Le potenze alleate organizzarono un referendum a due stadi di cui il primo, il plebiscito Carinziano, si tenne il 10 ottobre 1920 per determinare il destino della Carinzia. Il popolo rimase con l'Austria nonostante fosse linguisticamente differente. Gli stati europei hanno diviso la Carinzia per prevenire che la popolazione carinziana si unisse alla nuova Iugoslavia, alla cui era legata etnicamente e linguisticamente. La parte austriaca della Carinzia andò quindi a formare l'attuale Stato federale omonimo dell'Austria, mentre la parte assegnata all'Italia andò ad ampliare la regione del Friuli-Venezia Giulia. La parte sud-orientale passò invece alla Iugoslavia (Carinzia slovena) e oggi è parte della Slovenia.